# Batalha do Carvalho d'Este
O marechal Nicolas Jean de Dieu Soult, comandante do II CE, tinha invadido Portugal (ver Segunda Invasão Francesa). O seu objectivo era chegar ao Porto e daí partir em direcção a Lisboa. Entrou em Portugal pelo vale do rio Tâmega e, em 12 de Março de 1809, ocupou Chaves. As forças do general Silveira que se encontravam na cidade foram obrigadas a retirar para a região de Vila Real. Soult decidiu atravessar a Serra da Cabreira e, a partir de Braga, aproveitar as estradas que lhe permitiam um movimento mais fácil e mais rápido até ao Porto.
O general Bernardim Freire de Andrade foi nomeado em 24 de Janeiro de 1809 Governador de Armas da Província do Minho. A Regência tinha tomado medidas para reconstruir as unidades que tinham sido dispersas por ordem de Junot durante a Primeira Invasão Francesa. Os resultados, no entanto, não eram famosos porque a falta de oficiais, de armamento e equipamento, não permitiam organizar uma força credível. Os homens chamados às armas não tinham, em grande parte, qualquer experiência militar. As unidades de tropas regulares estavam muito incompletas. As unidades de tropas irregulares — milícias e ordenanças — para além de mal armadas, não tinham um enquadramento que lhes garantisse um mínimo de organização e disciplina e, desta forma, apesar do seu grande entusiasmo, formavam grandes grupos indisciplinados que normalmente eram mais prejudiciais que úteis.
Bernardim Freire entendeu que não tinha condições para organizar uma defesa efectiva na região de Braga e, talvez por isso, guarneceu mal as passagens da Serra da Cabreira onde se podia oferecer uma boa resistência ao inimigo. No dia 17 de Março, pretendeu iniciar a retirada das suas forças regulares para o Porto e aí participar na defesa da cidade, que estava a ser organizada. No percurso podia executar uma acção retardadora e com isto ganhar tempo para a organização da defesa do Porto e desgastar o inimigo. O seu gesto foi mal interpretado pela população, Bernardim Freire foi preso pelos ordenanças de Tebosa e, nesse mesmo dia, foi assassinado por populares completamente descontrolados. O comandante do batalhão da Leal Legião Lusitana que lhe tinha sido enviado de reforço, Christian Adolph Frederick Eben (conhecido como Barão Eben), assumiu o comando das forças.

## As forças em presença
As forças portuguesas somavam cerca de 25.000 homens e eram comandadas pelo Barão Eben. Uma grande parte destas forças, no entanto, não possuía armas de fogo. Tratava-se de um corpo de tropas muito heterogéneo pois incluía algumas tropas de linha e uma maioria de milícias e ordenanças. Destas últimas só cerca de 1/3 tinham armas de fogo e as ordenanças não dispunham de munições para efectuar mais de três disparos por arma. Das forças regulares — o exército de linha — que fora possível reunir, estavam presentes um batalhão do Regimento de Infantaria 9 (de Viana), o 2.º Batalhão da Leal Legião Lusitana reforçado com elementos dos Regimentos de Infantaria 6 e 18 (ambos do Porto), entre quinze a vinte bocas de fogo de artilharia (o número varia nas descrições) com cerca de 160 praças de artilharia, cerca de 2.000 homens ao todo. Os restantes elementos — milícias e ordenanças — estavam mal enquadrados, mal armados e constituíam uma massa indisciplinada de pouco valor militar apesar do seu grande entusiasmo em enfrentar os franceses.
O II CE (francês), sob o comando do marechal Soult, invadiu Portugal com cerca de 23.000 homens. No ataque às posições de Carvalho d'Este, Soult dispunha de uma força com cerca de 3.000 cavaleiros e 13.500 infantes que estavam organizados da seguinte forma:
| Unidades                  | Comando            | Efectivos           |
| ------------------------- | ------------------ | ------------------- |
| 1.ª Divisão de Infantaria | General Merle      | Não estava presente |
| 2.ª Divisão de Infantaria | General Mermet     | 5.459               |
| 3.ª Divisão de Infantaria | General Delaborde  | 4.954               |
| 4.ª Divisão de Infantaria | General Heudelet   | 3.158               |
| 1.ª Divisão de Cavalaria  | General Lahoussaye | 1.130               |
| 2.ª Divisão de Cavalaria  | General Lorges     | 809                 |
| 3.ª Divisão de Cavalaria  | General Fraceschi  | 1.120               |

A artilharia tinha 58 bocas de fogo e, juntamente com os trens somava cerca de 1.400 homens

## As operações
Soult optou por seguir de Chaves a Braga pela estrada que atravessava a Serra da Cabreira. No percurso poderia ser difícil transpor pontos de fácil defesa, como Salamonde ou Ruivães, mas Bernardim Freire tinha aí empregue forças regulares muito pequenas, além de algumas ordenanças, que não conseguiram oferecer grande resistência. No dia 17 de Março, a guarda avançada de Soult constituída pela cavalaria de Franceschi e a infantaria de Delaborde chegaram perto de Carvalho d'Este. Com a morte de Bernardim Freire, o Barão Eben tinha assumido o comando.

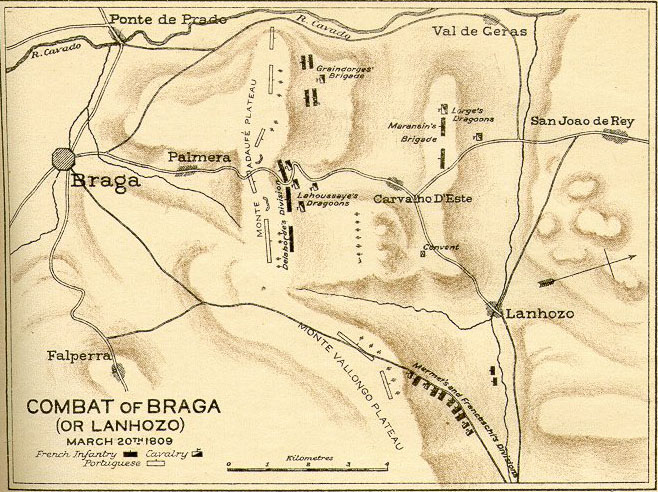
Representação da Batlha de Carvalho d’Este, também conhecida como Combate de Braga ou Combate de Lanhoso.

Eben tomou de imediato providências para melhorar as posições defensivas. As forças portuguesas estendiam-se entre a Ponte de Prado, a norte de Braga e com uma ponte sobre o Rio Cávado, e a linha de alturas de Monte Valongo sobre a estrada que ligava Guimarães a Braga. No meio, ficava a linha de alturas do Monte Adaúfe, sobre a estrada que ligava Chaves a Braga. Monte Valongo era a posição de mais difícil acesso. À frente (a Leste) destas posições situavam-se as povoações de Carvalho d'Este e Lanhoso. Perto da povoação de Carvalho d'Este existia um terreno elevado que foi ocupado por alguma artilharia e 994 militares das tropas de linha.
No dia 17 de Março os franceses lançaram um primeiro ataque contra as posições avançadas em Carvalho d'Este e foram repelidos. No dia seguinte, foi lançado novo ataque mas foi igualmente repelido. No dia 19 os franceses conseguiram tomar a posição frente ao dispositivo português. Só no dia 20 estava presente todo o exército de Soult, com excepção da 1ª Divisão de Merle. Soult não esperava encontrar grande resistência e, por isso, decidiu lançar um ataque frontal em vez de flanquear as posições pois acreditava que o inimigo fugiria assim que se aproximassem os soldados franceses.
Delaborde, apoiado pelos Dragões de Lahoussaye, atacou o centro da posição portuguesa, em ambos os lados da estrada que atravessava Monte Adaúfe. A infantaria de Mermet e a cavalaria de Franceschi atacaram as encostas arborizadas de Monte Valongo na ala Sul da posição. A Divisão de Heudelet, a Norte, atacou com uma brigada o terreno alto sobre o rio Cávado e deixou outra brigada em reserva do exército. Os Dragões de Loges foram também mantidos em reserva.
As posições defensivas foram conquistadas com alguma facilidade embora tenham oferecido maior resistência nas posições atacadas por Heudelet (a Norte) e, principalmente, nas encostas de Monte Valongo onde existiam mais obstáculos físicos.
As forças portuguesas abandonaram as posições deixando no terreno um número elevado de mortos. Eben relatou que as suas forças sofreram 1.000 mortos; Soult mencionou do lado português 4.000 mortos, cerca de 400 prisioneiros e 17 bocas de fogo. A perseguição só terminou para lá de Braga. Os Franceses sofreram 40 mortos e 160 feridos.
Soult tinha o caminho aberto até ao Porto e assumiu que o Norte de Portugal estava controlado mas se as tropas regulares retiraram, na sua maioria para o Porto, as ordenanças dispersaram no terreno para logo de seguida começarem a flagelar os franceses no seu percurso e tentaram impedir a passagem do Rio Ave.